# 羅馬尼安
在托爾金（J. R. R. Tolkien）的奇幻小說裡，羅馬尼安（Rhovanion）或大荒原（Wilderland）是中土大陸北部的廣袤地區。安都因河（Anduin）流經羅馬尼安，巨綠森（Greenwood the Great）也是羅馬尼安的一部分。
正確來說，巨綠森以東的一個小地區才稱為羅馬尼安，即後來的羅馬尼安王國（Kingdom of Rhovanion），但在第三紀元，這名被廣泛利用到大荒原。

## 地理歷史
第一紀元，精靈在大遠行期間路經羅馬尼安，後來人類也跟隨。到第二紀元，兩個西爾凡精靈國度在羅馬尼安建立起來：北巨綠森及羅斯洛立安（Lothlórien）。羅馬尼安南部是精靈及人類最後同盟（Last Alliance of Elves and Men）對抗索倫（Sauron）的主要戰場，而格拉頓平原（Gladden Fields）則是伊蘭迪爾（Elendil）的兒子埃西鐸（Isildur）被殺的地方。
第三紀元初，羅馬尼安的人口頗多，北方有矮人的孤山（Erebor）王國及人類的河谷鎮（Dale），安都因河以北則是伊歐西歐德（Éothéod）的領土，巨綠森以南及以東亦有人類居住，巨綠森北部則有瑟蘭督伊（Thranduil）統領的精靈。此外，還有阿瑪蒂爾（Amdír）及安羅斯（Amroth）統治的羅斯洛立安。接近薩恩蓋寶（Sarn Gebir）附近的地區有駐守剛鐸北境的駐兵。安都因河的河谷有哈比人聚居。
第三紀元末，羅馬尼安受戰火蹂躪，東方的戰車民（Wainriders）入侵，襲擊羅馬尼安的居民，羅馬尼安逐漸荒廢。後來，索倫（Sauron）以巫師的身分佔領巨綠森南部的多爾哥多（Dol Guldur），邪惡的黯影籠罩着森林，始被稱為幽暗密林。孤山的矮人及河谷鎮的人類遭到惡龍史矛革（Smaug）襲擊，剛鐸亦放棄薩恩蓋寶。不過，仍有部分人留居在羅馬尼安，如波寧人（Beornings）及長湖鎮（Esgaroth）的人類。伊歐西歐德的人民南遷至卡蘭納宏（Calenardhon），後來建立洛汗（Rohan）。
第三紀元接近結束時，惡龍史矛革被殺、自由子民在五軍之戰（Battle of Five Armies）獲勝及索倫離開多爾哥多，導致孤山及河谷鎮復興。魔戒聖戰（War of the Ring）時期，索倫的軍隊入侵羅馬尼安，然而，索倫敗亡後，幽暗密林的黯影消退，易名綠葉森林（Eryn Lasgalen）。在第四紀元，聯合王國對大部分綠葉森林的地區擁有主權。
羅馬尼安的邊界為：東至盧恩內海（Sea of Rhûn）、北至伊瑞德米斯林（Ered Mithrin）及鐵丘陵（Iron Hills）、西至迷霧山脈（Misty Mountains）及南至林萊河（Limlight）、安都因河、艾明莫爾（Emyn Muil）、達哥拉（Dagorlad）、伊瑞德力蘇（Ered Lithui）一綫。
羅馬尼安境內主要的河流有安都因河、賽爾督因河（Celduin）及卡南河（Carnen）。
幽暗密林及長河鎮是羅馬尼安的主要地貌。